# Tatsuya Egawa
Tatsuya Egawa (江川達也 Tatsuya Egawa) nacido el 6 de marzo de 1961 en Chikusa, Nagoya, prefectura de Aichi, Japón, es un dibujante de manga, matemático, profesor y director de cine japonés. Creador de la serie famosa llamada Golden boy.

## Biografía
Egawa es licenciado en matemáticas aplicadas y enseñó a jóvenes universitarios durante cinco meses, antes de dedicarse por completo al manga. En 1984, estudió con el dibujante Hiroshi Motomiya durante cuatro meses, después participó para un concurso por la Morning Comic organizado por la editorial Kodansha, se llamaba "Don't give up".
En ese mismo año, su primer trabajo oficial fue "Be Free". Incluso en esta misma obra trabajó como asistente Kosuke Fujishima y varios más como él escribe en los créditos de presentación en los mangas que hace, publicado por Kodansha en la revista "Weekly Morning", que trata sobre un joven maestro de secundaria que se atreve a hacerse amigo de sus estudiantes y les enseña lecciones de vida sobre el amor, la amistad, el sexo, la violencia, la justicia, el mal, filosofía, y de cómo son realmente las cosas. Egawa lo describe como su semi-autobiografía de él mismo.
En 1988, su siguiente trabajo fue Magical Taruruuto-Kun, publicado en el semanario Shonen jump por la editorial Shūeisha. Contó con una serie de televisión de 87 episodios, hasta 1992, justo al término de su trabajo formato Manga.
Al finalizar su anterior trabajo, Egawa creó una de las series más reconocidas en Japón y en Europa: Golden boy. Kintaro Oe, recorriendo en bicicleta sus propias aventuras y aprendiendo de situaciones de la vida, publicado por la revista Super Jump, él mismo dirigió la serie en formato OVA en 1995.
Después de Golden boy, Egawa creó más obras tales como Deadman y Last Man, ambas de 1998, One Zero Nine, Nichiro Sensou Monogatari de 2001, Tokyo University Story sólo que lo creó mediante la serie Golden boy, de 1993 hasta 2001.

## Ámbito de animación
Egawa también se involucró en otros trabajos como animador, Royal Space Force: The Wings of Honnêamise, del estudio Gainax en 1987, Power Dolls en el formato Anime en 1996.
En 2006, Egawa dirigió su primera película de acción real, Tokyo University Story, basada en el manga del mismo nombre. La película, producida por SOD, se estrenó en los cines en Japón en febrero de 2006.

## Mangas
- 1984, Be Free!
- 1988, Magical Taruruuto-Kun
- 1992, Golden Boy
- 1992, Tokyo University Story
- 1995, Takechan to Papa
- 1996, HAPPY BOY
- 1998, Last Man
- 1998, Dead Man
- 1998, Madou Tenshi Unpoko
- 1999, Neo Devilman - Antología (varios autores)
- 2000, Bunkasai Ura Jikkouiinkai
- 2001, Genji Monogatari
- 2001, One Zero Nine
- 2001, Nichiro Sensou Monogatari
- 2003, Yapoo, the Human Cattle
- 2003, Hachigatsu no Koi Koryu
- 2005, Playback Part 2
- 2007, Bocchan
- 2007, Kateikyoushi Kamiyama Mika
- 2009, Sengoku Hakkenden
- 2010, Sengoku Satomi Hakkenden Episode Zero
- 2010, Manga Saishuuhen Souron - Ishiwara Kanji to Miyazawa Kenji
- 2010, Golden Boy II - Sasurai no Obenkyou Yarou Geinoukai Ooabarehen
- 2011, Egawa Tatsuya ga Kaku Akiyama Kyoudai to "Saka no ue no Kumo"
- 2011, Okehazama Kassen no Shinjitsu - Oda Nobunaga Monogatari